# ハーグ条約 (1795年)
ハーグ条約（ハーグじょうやく、英語: Treaty of The Hague）は、1795年5月16日にフランス第一共和政（国民公会）とバタヴィア共和国の間で締結された条約。

## 内容
条約により、バタヴィアはフランスにマーストリヒト、フェンロー、ゼーウス・フラーンデレン地域を割譲、第一次対仏大同盟に参戦した賠償金として1億ギルダーを支払うことに同意した。
さらに、フランスとバタヴィアは防衛同盟を結成、バタヴィアはフランスに低利子の大借款を提供した。オーストリア領ネーデルラントにおける「防壁要塞」は解体され、フリシンゲン港は共同で領有するとした。さらに、秘密条項では戦争が終わるまでバタヴィアがフランスによる占領軍2万5千の経費を支払うことが定められた。